# تونغ تشو هوا
تونغ تشو هوا (بالصينية: 董建華) (ولد في 29 مايو عام 1937 في شانغهاي الصينية) هو أول رئيس تنفيذي لمنطقة هونغ كونغ الإدارية الخاصة في أعقاب نقل ملكيتها من المملكة المتحدة إلى جمهورية الصين الشعبية بتاريخ 1 يوليو عام 1997.
كان تونغ تشو هوا أكبر أبناء تونغ تشاو يونغ، وهو اسم بارزٌ في التجارة بالسفن بالصين، وكان قد أسَّس شركة أورينت أوفرسيز كونتينر لاين (OOCL). استلم تونغ تشو هوا عمل العائلة بعد وفاة والده عام 1981، وبعد أربع سنواتٍ من ذلك وصلت الشركة إلى حافَّة الإفلاس في عام 1985، قبل أن يقوم رجل الأعمال هنري فوك بدعمٍ من حكومة جمهورية الصين الشعبية بإنقاذ الشركة عام 1986.
أصبح تونغ تشو هوا أول رئيس تنفيذي لهونغ كونغ بعد نقل ملكيتها من المملكة المتحدة إلى جمهورية الصين الشعبية في 1 يوليو عام 1997، ثم انتخب لفترةٍ رئاسية ثانية في عام 2002. رغم ذلك، كان هناك استياءٌ عام متنامٍ اتجاهه خلال فترة رئاسته، ففي عام 2003 تظاهر أكثر من 500,000 شخصٍ في هونغ كونغ مطالبين باستقالته، وبالفعل استقال تونغ في 10 مارس عام 2005، قبل عامين من انتهاء فترته الثانية.
يشغل تونغ تشونغ هوا حالياً منصب نائب رئيس مؤتمر الشعب الصيني الاستشاري السياسي، ولا زال يعمل في مجال الخدمات العامَّة. أسس في عام 2008 مؤسسة التجارة الصينية الأمريكية، وهي مجموعة أعمالٍ تهدف إلى إنشاء جسور أكبر بين البلدين.
يعد المؤسس لنظام مساءلة المسؤولين الرئيسيين في يوليو 2002 بموجبه جميع المسؤولين الرئيسيين بمن فيهم الأمين العام والأمين المالي ووزير العدل، ورؤساء المكاتب الحكومية موظفين مدنيين محايدين سياسياً.

## روابط خارجية
- تونغ تشو هوا على موقع IMDb (الإنجليزية)
- تونغ تشو هوا على موقع الموسوعة البريطانية (الإنجليزية)
- تونغ تشو هوا على موقع مونزينجر (الألمانية)